# Invasion soviétique de l'Ukraine
Ne doit pas être confondu avec Guerres russo-ukrainiennes.
Guerre soviéto-ukrainienne
L'invasion soviétique de l'Ukraine (7 janvier - 16 juin 1919) est une offensive majeure des troupes soviétiques du front ukrainien (en) contre l'armée de la République populaire ukrainienne (UNR) pendant la guerre soviéto-ukrainienne, dans le contexte de la guerre civile russe. 

## Contexte
À l'automne 1918, il devient évident que l'Allemagne est proche de la défaite en Europe occidentale. Par conséquent, les dirigeants soviétiques commencent à déployer rapidement les forces régulières de l'Armée rouge pour établir leur pouvoir en Ukraine. Dans la zone dite neutre, les 1re et 2e divisions insurgées (en), réunies dans le groupe de forces de Koursk, sont formées.
Après la capitulation de l'Allemagne, la Russie soviétique déclare le traité de Brest-Litovsk nul et non avenu. Le 18 novembre, les 1re et 2e divisions rebelles (soviétiques ukrainiennes) lancent une offensive. Le 26 novembre, les villes de Yampol, Rylsk, Korenevo, Soudja, Myropil, etc. sont prises. Le 30 novembre, toutes les troupes soviétiques ukrainiennes sont réunies dans l'Armée soviétique ukrainienne qui, en décembre, lance une offensive sur Tchernigov, Soumy, Kharkov et Kiev, en combattant les troupes ukrainiennes mais en gardant la neutralité vis-à-vis des unités de l'armée allemande qui se préparent à rentrer chez elles.